# Mexico (Lied)
Mexico ist ein Instrumentalstück im mexikanischen Mariachi-Sound, das 1961 den Sessionmusiker Bob Moore und sein Orchester bekannt machte.

## Entstehungsgeschichte
Bob Moore gehört zu den bedeutendsten Sessionmusikern der Country-Musik. Er war lediglich in der Musikbranche bekannt und nicht beim Publikum. Andere berühmte Sessionmusiker wie Chet Atkins (Gitarre) oder Boots Randolph (Saxophon) hatten bereits auch unter eigenem Namen Platten herausgebracht. Deshalb entschloss sich Moore, Ende 1960 wiederum aus bekannten Country-Sessionmusikern ein eigenes Orchester zu rekrutieren.
In seiner zweiten eigenen Aufnahmesession am 19. Juni 1961 in den RCA-Studios in Nashville entstand mit dem Bob Moore Orchestra die Instrumentalaufnahme Mexico, komponiert von dem erfolgreichen Country-Autor Boudleaux Bryant. Produziert wurde die Aufnahme vom Labelchef Fred Forster, Toningenieur war Bill Porter. Mitwirkende im Studio waren das sogenannte Nashville A-Team – verantwortlich für den Nashville Sound bei den meisten RCA-Produktionen – mit Harold Bradley und Hank „Sugarfoot“ Garland (Gitarre), Mitkomponist Boudleaux Bryant (Rhythmusgitarre), Bob Moore (Kontrabass), Howard Carenter, Lilian Van Hunt und Brenton Banks (Violine), Floyd Cramer (Piano), Marvin Hughes (Marimbas), Boots Randolph (Maraccas), Carl Garvin (Trompete/Klarinette), William McElhiney (Trompete) und Murray M. „Buddy“ Harman (Schlagzeug).
Der für den US-amerikanischen Musikmarkt ungewöhnliche Sound wurde arrangiert von William McElhiney. Als Hintergrundchor der Instrumentalaufnahme fungierten Anita Kerr, Dorothy A. Dillard, Louis D. Nunley und William Guildford Wright. Die Aufnahme verwertete erstmals kommerziell den mexikanischen Mariachi-Sound, später erfolgreich adaptiert von Herb Alpert’s Tijuana Brass.

## Veröffentlichung und Erfolg

Bob Moore – Mexico

Die Single (My Heart’s in) Mexico / Hot Spot erschien im Juli 1961 auf Monument Records (#45-446). Durch die zum A-Team gehörenden Mitwirkenden ist der Sound nicht automatisch dem Country-Stil des Nashville Sound zuzurechnen, weshalb sie auch nicht in den Country-Charts notiert wurde. Moore glaubt, dass die Single Mexico nur deshalb eine Chance hatte, weil er am Label beteiligt war.
In den USA brachte es die Platte lediglich auf Rang 7 der Pophitparade, im Ausland war die Rezeption erheblich besser. In Deutschland belegte sie für 9 Wochen von Ende Januar bis Ende März 1962 den ersten Rang. Ebenfalls Spitzenreiter war sie in den Niederlanden, Belgien und Australien. Weltweit wurden mehr als zwei Millionen Exemplare der Single verkauft. In Deutschland wurde Moore für den Erfolg und einer Absatzzahl von 500.000 Platten eine Goldene Schallplatte überreicht. 1962 wurde Bob Moore der bronzene Löwe von Radio Luxemburg verliehen, in den BRAVO-Jahrescharts 1962 erreichte er den 3. Platz mit 359 Punkten.
Im Oktober 1961 erschien die LP Bob Moore & His Orchestra Play Mexico (and Other Great Hits), die an Rang 33 der LP-Hitparade notierte und den Erfolg des Single-Hits noch einmal aufgreifen sollte. Sein Song blieb ein One-Hit-Wonder. Moore verließ Monument Records 1965.

## Coverversionen und Auszeichnungen
Bryants Titel Mexico wurde 14 Mal gecovert und erhielt einen BMI-Award. Den Coverversionen wurden häufig deutsche, französische oder italienische Texte hinzugefügt, sodass die ursprüngliche Instrumentalaufnahme zu einer Vokalaufnahme bearbeitet wurde; in den Niederlanden kam eine Instrumentalversion mit Willy Schobben auf Platz 1 der Charts.